# Рікардо Асіолі
Рікардо Асіолі (порт. Ricardo Acioly; нар. 4 лютого 1964) — колишній бразильський тенісист.
Найвищу одиночну позицію світового рейтингу — 228 місце досяг 29 грудня 1986, парну — 46 місце — 27 жовтня 1986 року.
Здобув 3 парні титули.
Найвищим досягненням на турнірах Великого шолома було 2 коло в парному розряді.

## Примітки

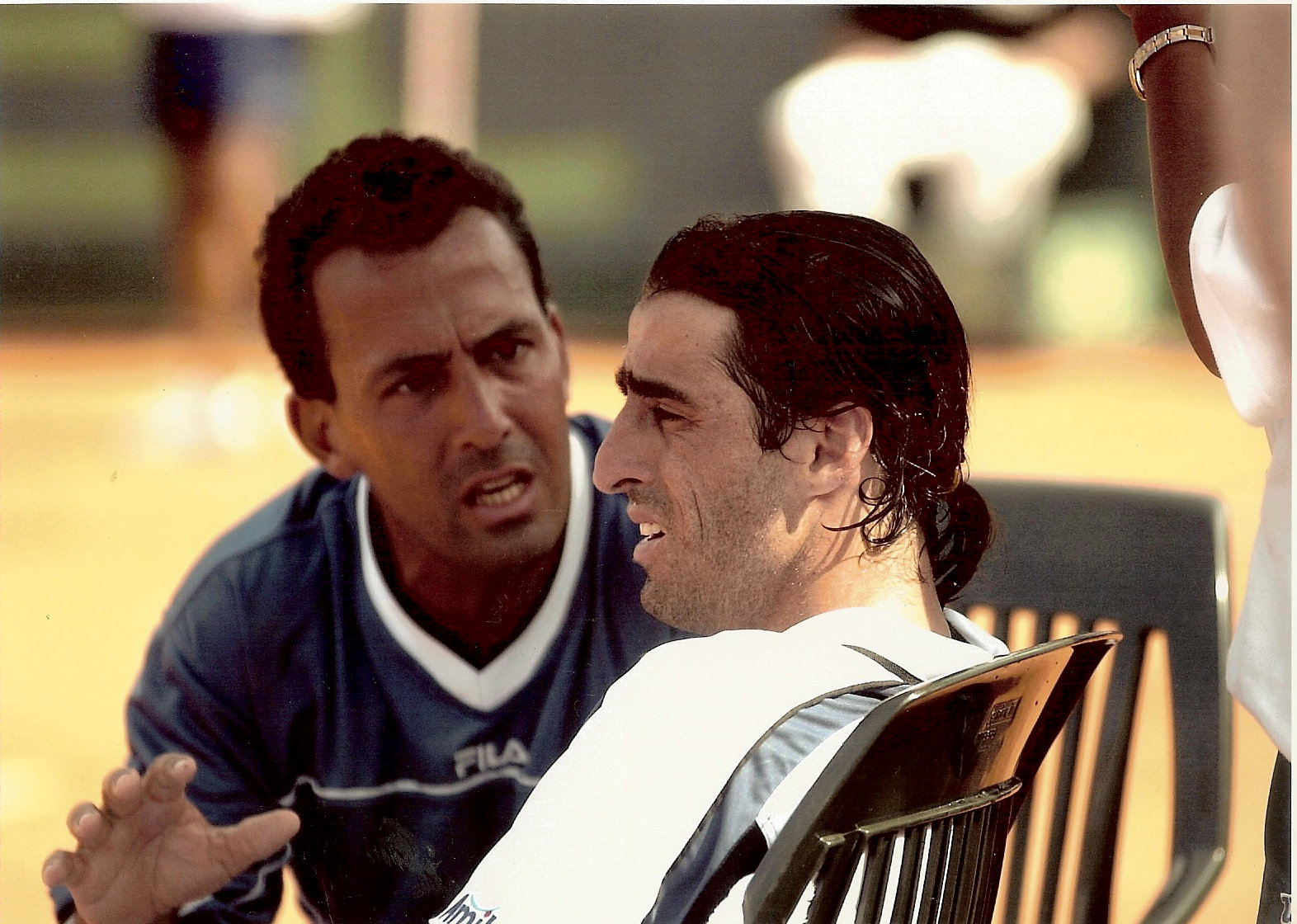
Тренер на Кубку Девіса

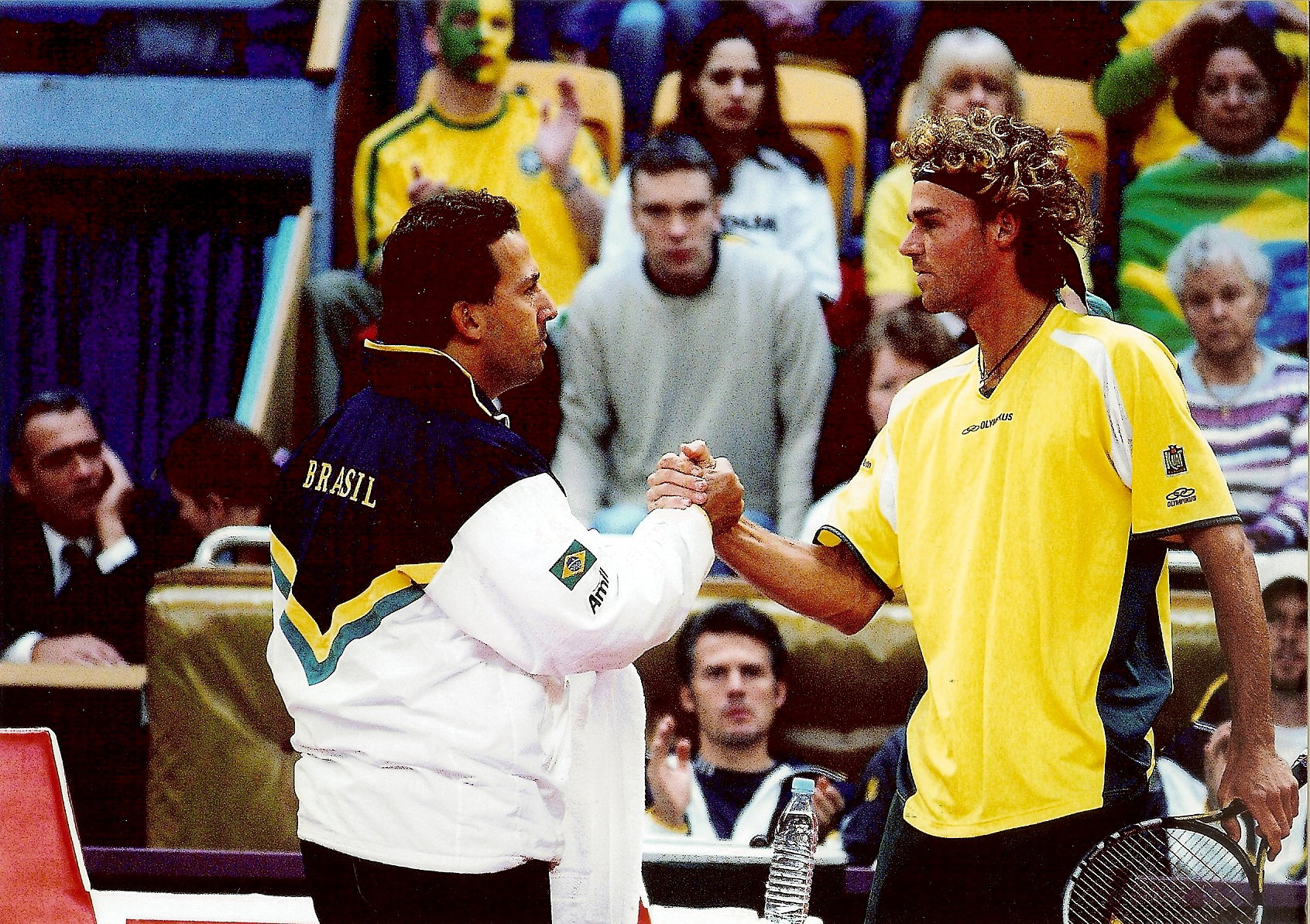
Збірна Бразилії на Кубку Девіса

## Фінали турнірів ATP за кар'єру

### Парний розряд: 6 (3–3)
| Легенда                         |
| ------------------------------- |
| Турніри Великого шлема (0–0)    |
| Фінали Світового туру ATP (0–0) |
| Серія Мастерс ATP (0–0)         |
| Серія турнірів ATP (0–0)        |
| Світова серія ATP (3–3)         |

| Фінали за покриттям |
| ------------------- |
| Тверде (2–1)        |
| Ґрунт (1–2)         |
| Трава (0–0)         |
| Килим (0–0)         |

| Фінали за типом корту |
| --------------------- |
| Відкритий корт (2–3)  |
| Закритий корт (1–0)   |

| Результат | В-П | Дата     | Турнір               | Рівень        | Покриття | Партнер       | Суперники                       | Рахунок       |
| --------- | --- | -------- | -------------------- | ------------- | -------- | ------------- | ------------------------------- | ------------- |
| Поразка   | 0–1 | Сер 1986 | Washington Open, США | Гран-прі      | Ґрунт    | Сезар Кіст    | Ганс Гільдемайстер Андрес Гомес | 3–6, 5–7      |
| Перемога  | 1–1 | Жов 1986 | Відень, Австрія      | Гран-прі      | Тверде   | Войцех Фібак  | Бред Гілберт Александр Мронц    | без гри       |
| Перемога  | 2–1 | Вер 1987 | Женева, Швейцарія    | Гран-прі      | Ґрунт    | Луїс Маттар   | Мансур Бахрамі Дієго Перес      | 3–6, 6–4, 6–2 |
| Перемога  | 3–1 | Лют 1989 | Гуаружа, Бразилія    | Гран-прі      | Тверде   | Дасіу Кампос  | Сезар Кіст Мауру Менезіс        | 7–6, 7–6      |
| Поразка   | 3–2 | Вер 1991 | Бразиліа, Бразилія   | Світова серія | Ґрунт    | Мауру Менезіс | Кент Кіннієр Роджер Сміт        | 4–6, 3–6      |
| Поразка   | 3–3 | Лют 1992 | Масейо, Бразилія     | Світова серія | Тверде   | Мауру Менезіс | Габріель Маркус Джон Собел      | 4–6, 6–1, 5–7 |

## Фінали ATP Челленджер і ITF Ф'ючерс

### Парний розряд: 9 (7–2)
| Легенда              |
| -------------------- |
| ATP Челленджер (7–2) |
| ITF Ф'ючерс (0–0)    |

| Фінали за покриттям |
| ------------------- |
| Тверде (4–1)        |
| Ґрунт (3–0)         |
| Трава (0–0)         |
| Килим (0–1)         |

| Результат | В-П | Дата     | Турнір                   | Рівень     | Покриття | Партнер         | Суперники                           | Рахунок       |
| --------- | --- | -------- | ------------------------ | ---------- | -------- | --------------- | ----------------------------------- | ------------- |
| Перемога  | 1-0 | Кві 1989 | Бразиліа, Бразилія       | Челленджер | Тверде   | Дасіу Кампос    | Марсело Геннеманн Едвалду Олівейра  | 7–6, 6–3      |
| Поразка   | 1-1 | Сер 1990 | Бразиліа, Бразилія       | Челленджер | Килим    | Нелсон Аертс    | Луїс Маттар Фернандо Роезе          | 6–4, 3–6, 6–7 |
| Поразка   | 1-2 | Жов 1990 | Манаус, Бразилія         | Челленджер | Тверде   | Мауру Менезіс   | Шелбі Кеннон Альфонсо Гонсалес-Мора | 6–7, 4–6      |
| Перемога  | 2-2 | Кві 1991 | Мехіко, Мексика          | Челленджер | Ґрунт    | Пабло Альбано   | Франсіско Монтана Лейф Шірас        | 6–3, 6–3      |
| Перемога  | 3-2 | Тра 1991 | Сан-Паулу, Бразилія      | Челленджер | Тверде   | Мауру Менезіс   | Нелсон Аертс Фернандо Роезе         | 6–3, 3–6, 6–3 |
| Перемога  | 4-2 | Тра 1991 | Рібейран-Прету, Бразилія | Челленджер | Ґрунт    | Мауру Менезіс   | Стів Браян Т. Дж. Міддлтон          | 6–3, 6–4      |
| Перемога  | 5-2 | Чер 1991 | Іту, Бразилія            | Челленджер | Тверде   | Мауру Менезіс   | Жозі Даер Фурусьо Едуардо           | 7–6, 6–3      |
| Перемога  | 6-2 | Сер 1991 | Lins, Бразилія           | Челленджер | Ґрунт    | Мауру Менезіс   | Фурусьо Едуардо Жуан Цвеч           | 2–6, 7–5, 7–5 |
| Перемога  | 7-2 | Лип 1993 | Белу-Оризонті, Бразилія  | Челленджер | Тверде   | Ніколас Перейра | Феліпе Рівера Фернандо Роезе        | 7–6, 5–7, 6–3 |

## Часовий графік результатів
| W | Ф | ПФ | ЧФ | #Р | КТ | К# | DNQ | A | NH |

### Парний розряд
| Турніри Великого шлему                 |     |     |     |              |              |              |     |        |      |     |
| Відкритий чемпіонат Австралії з тенісу |     |     |     |              |              |              | 1р  | 0 / 1  | 0–1  | 0%  |
| Відкритий чемпіонат Франції з тенісу   |     |     |     | 1р           |              |              | 1р  | 0 / 2  | 0–2  | 0%  |
| Вімблдонський турнір                   |     | 1р  |     | 1р           | К3р          |              | 1р  | 0 / 3  | 0–3  | 0%  |
| Відкритий чемпіонат США з тенісу       | 1р  | 2р  | 1р  | 1р           |              | 1р           | 1р  | 0 / 6  | 1–6  | 14% |
| В-П                                    | 0–1 | 1–2 | 0–1 | 0–3          | 0–0          | 0–1          | 0–4 | 0 / 12 | 1–12 | 8%  |
| Олімпійські Ігри                       |     |     |     |              |              |              |     |        |      |     |
| Теніс на Олімпійських іграх            | NH  | NH  | 2р  | Не проводили | Не проводили | Не проводили |     | 0 / 1  | 1–1  | 50% |
| Тур ATP Мастерс 1000                   |     |     |     |              |              |              |     |        |      |     |
| Відкритий чемпіонат Маямі з тенісу     |     |     | 2р  |              |              |              | 1р  | 0 / 2  | 1–2  | 33% |
| Рим                                    |     |     |     | 1р           |              |              |     | 0 / 1  | 0–1  | 0%  |
| Мастерс Цинциннаті                     |     |     | 2р  |              |              |              |     | 0 / 1  | 1–1  | 50% |
| Париж                                  | ЧФ  |     |     |              |              |              |     | 0 / 1  | 1–1  | 50% |
| В-П                                    | 1–1 | 0–0 | 2–2 | 0–1          | 0–0          | 0–0          | 0–1 | 0 / 5  | 3–5  | 38% |